# Бен-Дара, Фархат
Фархат Омар Бен-Гдара (родился 27 сентября 1965 года в Бенгази) — ливийский политик и банкир, был главой Центробанка Ливии, пока не перешел на сторону ПНС 21 февраля 2011 года и не улетел в Турцию.
Бен-Гдара имеет степень бакалавра по экономике в университете Гар-Юнис в Бенгази, и степень мастера банковского дела в университете Шеффилда в Англии.
Ранее он был заместителем главы Центробанка Ливии; также являлся главой Ливийской мебельной компании и заместителем председателя ливийского Банка «Вахда». Бен-Гдара был директором Арабской банковской компании (ABC) с 2001 года, он имеет почти 20-летний опыт работы в бизнесе и банковском деле. Фархат Бен-Гдара является членом совета директоров является заместителем председателя Ливийской инвестиционной корпорации (ЛИК), которая была создана в 2007 году как холдинговая компания с мандатом на управление государственными предприятиями, такими, как «Фонд для Африки» и «Фонд экономического и социального развития». Другие члены совета — секретарь по планированию Тахир аль-Джухайми, министр финансов Мухаммад Али аль-Хуваи и Абдул Хафиз Махмуд аль-Зулайтини, который является заместителем председателя ЛИК. Президентом ЛИК и её главным исполнительным директором является Мухаммад Лайяс, который ранее возглавлял Ливийский арабский иностранный банк(LAFB).
Правительство, базирующееся в Триполи, 13 июля 2022 года объявило о назначении нового начальника во главе Национальной нефтяной компании (ННК), и именно Фархат Бенгдара будет руководить компанией.